# جائزة أرثر سي كوب
جائزة آرثر سي كوب هي جائزة تُمنح لتكريم أفضل إنجاز في مجال أبحاث الكيمياء العضوية، تمول الجائزة من قبل صندوق آرثر سي كوب. يتم منح الجائزة سنويًا منذ عام 1973 من قبل الجمعية الكيميائية الأمريكية.
تعتبر الجائزة واحدة من أعلى الأوسمة في هذا المجال وهي عبارة عن 25,000 دولار وميدالية غير 150,000 دولار لتمويل البحوث في الكيمياء العضوية.

## الفائزون
تقدم الجائزة بصورة سنوية منذ عام 1973 إلى عامنا الحالي:
- في عام 2019: ديتر سيباخ[2]
- في عام 2018: ستيفن لاي
- في عام 2017: كارولين أر بيرتوزي
- في عام 2016: اريك جاكوبسن
- في عام 2015: بول أيه ويندر
- في عام 2014: ستيوارت شرايبر
- في عام 2013: ستيفن ال بوخوالد
- في عام 2012: تشي هيوي وونغ
- في عام 2011: نيكولاس تورو
- في عام 2010: كيندال ان. هوك
- في عام 2009: مانفرد ريتز
- في عام 2008: فريزر ستودارت
- في عام 2007: جان فريشيت
- في عام 2006: بيتر جي شولتز
- في عام 2005: كرياكوس نيكولاو
- في عام 2004: باري إم تروست
- في عام 2003: لاري إي أوفرمان
- في عام 2002: روبرت غرابز
- في عام 2001: جورج أولاه
- في عام 2000: ديفيد ايفانز
- في عام 1999: رالف هيرشمان
- في عام 1998: صموئيل دانيشيفسكي
- في عام 1997: ريوجي نويوري
- في عام 1996: روبرت جي بيرجمان
- في عام 1995: جون د. روبرتس
- في عام 1994: جون روبرتز
- في عام 1993: بيتر ديرفان
- في عام 1992: كارل باري شاربلس
- في عام 1991: غيرهارد كلوس
- في عام 1990: كوجي ناكانيشي
- في عام 1989: رونالد بريسلو
- في عام 1988: كينيث بي. ويبرغ
- في عام 1987: رونالد بيرسلو
- في عام 1986: دويليو أريجوني
- في عام 1984: ألبرت جي
- في عام 1982: فرانك هـ. ويستهايمر
- في عام 1980: جيلبرت ج. ستورك
- في عام 1978: أورفيل إل تشابمان
- في عام 1976: إلياس جيمس خوري
- في عام 1974: دونالد كرام
- في عام 1973: رولد هوفمان وروبرت وودورد

## زمالة أرثر سي كوب
يرعى صندوق آرثر سي كوب أيضًا عشر جوائز إضافية كل عام تسمى جوائز الباحثين آرثر سي.

## وصلات خارجية
- الموقع الرسمي للجائزة.